# Tumbes
Tumbes – miasto w północnym Peru, nad rzeką Tumbes, przy Drodze Panamerykańskiej, ośrodek administracyjny regionu Tumbes. Około 102 tys. mieszkańców.